# ミルキィパレード!!!!
『ミルキィパレード！！！！』は、2019年1月16日にブシロードミュージックからリリースされた、ミルキィホームズにとっては最後のベストアルバム。
本アルバムのための新曲と未収録曲を含むブシロードミュージックレーベルからの発表曲61曲に加え、ミュージックビデオ8曲を含むCD4枚、Blu-ray1枚の完全保存版の超豪華アルバムとなっている。

## 収録曲

### Disc1
全歌唱：ミルキィホームズ
1. ユメユメエキスプレス [4:02]
作詞・作曲・編曲：中山真斗
2. ぐろーりーぐろーいん☆DAYS [3:29]
作詞：こだまさおり、作曲・編曲：高田暁
3. 羽ばたいてDreamin' [4:21]
作詞：松井五郎、作曲・編曲：高田暁
4. 冒険☆ミルキィロード!! [4:12]
作詞：こだまさおり、作曲・編曲：鈴木裕明
5. オーバードライブ! [3:29]
作詞：RUCCA、作曲・編曲：岩橋星実
6. ミルキィ A GO GO [4:12]
作詞：こだまさおり、作曲・編曲：菊田大介
7. ミルキィ100ワールド [3:33]
作詞：こだまさおり、作曲・編曲：前山田健一
8. 激情! ミルキィ大作戦 [4:04]
作詞：こだまさおり、作曲・編曲：岩橋星実
9. 総天然色フルパワー [4:19]
作詞：こだまさおり、作曲：前山田健一、編曲：三好啓太
10. ファンファンパーリーナイト♪ [4:08]
作詞：こだまさおり、作曲・編曲：鈴木裕明
11. 横濱行進曲 [4:15]
作詞：こだまさおり、作曲・編曲：鈴木裕明
12. Pleasure Stride [4:23]
作詞：こだまさおり、作曲：山田高弘、編曲：齋藤真也
13. Reflection [4:05]
作詞：磯谷佳江、作曲：小野貴光、編曲：玉木千尋
14. 毎日くらいまっくす☆ [4:51]
作詞：こだまさおり、作曲・編曲：山口朗彦
15. そして、群青にとけていく [5:14]
作詞：こだまさおり、作曲：山田高弘、編曲：中西亮輔
16. びよんど THE ミルキィウェイ [4:37]
作詞：TEAMミルキィ、作曲・編曲：向井健治

### Disc2
1. アコガレmake your dream [4:25]
歌：シャーロック・シェリンフォード (三森すずこ)
作詞：こだまさおり、作曲・編曲：河合英嗣
2. ラッキー*フルスロットル [3:55]
歌：シャーロック・シェリンフォード (三森すずこ)
作詞：RUCCA、作曲・編曲：菊田大介
3. 偉人先人 Oh, Hero!! [3:21]
歌：シャーロック・シェリンフォード (三森すずこ)
作詞・作曲・編曲：やしきん
4. SU☆PA☆PA☆スター [3:32]
歌：譲崎ネロ (徳井青空)
作詞：こだまさおり、作曲・編曲：山口朗彦
5. NERORO☆おんど [3:50]
歌：譲崎ネロ (徳井青空)
作詞：RUCCA、作曲：母里治樹、編曲：喜多智弘
6. ハートフル探偵☆ネロ [4:22]
歌：譲崎ネロ (徳井青空)
作詞：こだまさおり、作曲・編曲：山口朗彦
7. I DO MY BEST!! [3:31]
歌：エルキュール・バートン (佐々木未来)
作詞：こだまさおり、作曲・編曲：山口朗彦
8. ト・リ・コ [3:46]
歌：エルキュール・バートン (佐々木未来)
作詞：RUCCA、作曲・編曲：喜多智弘
9. Heart Mystery [4:33]
歌：エルキュール・バートン (佐々木未来)
作詞：宮嶋涼子、作曲・編曲：Tak Miyazawa
10. 乙女 危機一髪 [3:44]
歌：コーデリア・グラウカ (橘田いずみ)
作詞：こだまさおり、作曲・編曲：山口朗彦
11. 禁断サンクチュアリ [4:07]
歌：コーデリア・グラウカ (橘田いずみ)
作詞：RUCCA、作曲・編曲：菊田大介
12. Gorgeous Sensitive [4:49]
歌：コーデリア・グラウカ (橘田いずみ)
作詞：こだまさおり、作曲・編曲：菊田大介
13. いっしょ懸命 [5:39]
歌：シャーロック・シェリンフォード (三森すずこ) & エルキュール・バートン (佐々木未来)
作詞：PA-NON、作曲：山口朗彦、編曲：大久保薫
14. わんだふるコンビネーション [3:41]
歌：譲崎ネロ (徳井青空) & コーデリア・グラウカ (橘田いずみ)
作詞：PA-NON、作曲：Loop-K、編曲：菊谷知樹
15. ミルキィホームズがやって来る、イエィ! イエィ! イエィ! [1:34]
歌：ミルキィホームズ
作詞・作曲・編曲：桜井弘明

### Disc3
全歌唱：ミルキィホームズ
1. ミルミルUP↑ [3:21]
作詞：こだまさおり、作曲：福本公四郎、編曲：安岡洋一郎
2. みるみるUPっぷ↑↑ [2:45]
作詞：こだまさおり、作曲：福本公四郎、編曲：安岡洋一郎
3. おいでスペクタクル! [3:49]
作詞・作曲・編曲：中山真斗
4. みるふれ [3:35]
作詞・作曲・編曲：山崎真吾
5. PIECE & PEACE [4:05]
作詞：RUCCA、作曲・編曲：喜多智弘
6. エッセンシャル! [3:52]
作詞：RUCCA、作曲・編曲：岩橋星実
7. ミルキィろけんろー [3:46]
作詞：RUCCA、作曲：菊田大介、編曲：藤永龍太郎
8. 未体験ワールド! [3:57]
作詞：RUCCA、作曲・編曲：岩橋星実
9. ハートGoes on! [4:17]
作詞：RUCCA、作曲：菊田大介、編曲：藤永龍太郎
10. 鼓動の彼方 [3:48]
作詞：こだまさおり、作曲・編曲：岩橋星実
11. カラフル with you [4:23]
作詞：こだまさおり、作曲・編曲：山田高弘
12. Blue Light [4:56]
作詞・作曲・編曲：鈴木裕明
13. Fighting☆Dramatic [3:31]
作詞：南野Emily、作曲・編曲：山崎真吾
14. TiCK TaCK [3:51]
作詞：磯谷佳江、作曲：小野貴光、編曲：玉木千尋
15. ミルキィアタック ～歓喜の歌～ [3:53]
作詞・作曲・編曲：山崎真吾
16. 熱風海陸ブシロード ～熱き咆哮～ (Hyper Euro Version) [5:03]
作詞：森ユキ、作曲：坂本裕介、編曲：小松一也

### Disc4
1. セイシュンビギナー! [3:27]
歌：ミルキィホームズ フェザーズ
作詞：こだまさおり、作曲・編曲：高田暁
2. HAPPY! 絶好調 [3:51]
歌：ミルキィホームズ フェザーズ
作詞：南野Emily、作曲・編曲：nyanyannya
3. Two of Us 無敵♪ [3:42]
歌：ミルキィホームズ フェザーズ
作詞：南野Emily、作曲・編曲：向井健治
4. パーフェクトラブ! [3:54]
歌：明智小衣 (南條愛乃)
作詞：RUCCA、作曲：菊田大介、編曲：喜多智弘
5. 奇跡の歌 (オリジナルver.) [4:32]
歌：天城茉莉音 (新田恵海)
作詞：RUCCA、作曲：上松範康、編曲：菊田大介
6. 奇跡の歌 [4:32]
歌：天城茉莉音 (新田恵海) & 法条美樹 (中津真莉)
作詞：RUCCA、作曲：上松範康、編曲：菊田大介
7. Brilliant Wish ～華麗なる欲望～ [3:57]
歌：アルセーヌ (明坂聡美)
作詞：こだまさおり、作曲・編曲：鈴木裕明
8. ANSWER [4:33]
歌：小林オペラ (森嶋秀太)
作詞：南野Emily、作曲・編曲：城戸紘志
9. The Operative [3:37]
歌：小林オペラ (森嶋秀太)
作詞：南野Emily、作曲・編曲：山崎真吾
10. いい日TD [3:42]
歌：ミルキィホームズ, フェザーズ, 明智小衣 (南條愛乃), 天城茉莉音 (新田恵海)
作詞：RUCCA、作曲：上松範康、編曲：喜多智弘
11. ピンチにパンチ [3:29]
歌：ミルキィホームズ シスターズ
作詞：村野直球、作曲・編曲：原田勝通
12. We are the Miracle Holmes♪ [3:41]
歌：ミルキィホームズ シスターズ
作詞・作曲：Yumiko、編曲：野村真生
13. スイートスイートホームタウン [4:21]
歌：ミルキィホームズ シスターズ
作詞：こだまさおり、作曲・編曲：鈴木裕明
14. ミルキィアタック ～上乗せver.～ [3:51]
歌：ミルキィホームズ, フェザーズ, アルセーヌ (明坂聡美), 明智小衣 (南條愛乃)
作詞・作曲・編曲：山崎真吾

### Blu-ray
1. ピンチにパンチ
歌：ミルキィホームズ シスターズ
2. 羽ばたいてDreamin’（Party Version） [4:19]
歌：ミルキィホームズ シスターズ
作詞：松井五郎、作曲・編曲：高田暁
3. 羽ばたいてDreamin’（Dance Version）
歌：ミルキィホームズ シスターズ
4. ミルキィ A GO GO
歌：ミルキィホームズ
5. ミルキィ100ワールド
歌：ミルキィホームズ
6. 総天然色フルパワー
歌：ミルキィホームズ
7. 横濱行進曲
歌：ミルキィホームズ
8. Pleasure Stride
歌：ミルキィホームズ
9. Reflection
歌：ミルキィホームズ